# Экранирующий кейс
Экранирующая кейс-шкатулка применяется для блокировки  электромагнитных излучений (ЭМИ), радиоволн наиболее распространённых частот. Такие кейсы используют специальные службы по защите информационной безопасности предприятий и государственных структур от промышленного шпионажа и кражи госсекретов.
В отличие от акустических безэховых камер, имеющих, в силу своего назначения гораздо большие размеры, экранирующий кейс изготавливается, как правило, с размерами не превышающими настольную шкатулку или небольшой офисный комод. Работает такой кейс-шкатулка также в других диапазонах, чем безэховые камеры.
- Диапазон блокируемых частот: 106… 1010 Гц.
- Блокируемые протоколы CDMA/GSM/DCS/PHS/3G/4G, а также WiFi (2.4 GHz), GPS (1–2 GHz) и Bluetooth (2.4Ghz)

Экранирующий кейс представляет собой аналог безэховой камеры, но, как правило, уменьшенных размеров. Изнутри кейс покрыт РПП - радио поглощающим покрытием. В качестве основы кейса при его изготовлении могут применяться распространённые материалы, например, массив  дерева, шпонированный МДФ, пластик или даже комбинированные слои материалов.
Физически это выглядит как горизонтальная шкатулка или вертикально расположенный комод с защёлками и с достаточно туго открывающейся крышкой. Это объясняется необходимостью замыкания контура и обеспечения работы принципа клетки Фарадея. Как только крышка шкатулки плотно закрывается, радиосигнал не проходит сквозь это препятствие.
Данный продукт требует обязательной сертификации у соответствующих специализированных центрах по техническому регулированию и метрологии. Сложность проведения  сертификации экранирующего кейса-шкатулки состоит ещё в том, что не все сертифицирующие органы обладают соответствующим диагностическим оборудованием и квалификацией. Так например, есть определённые сложности при блокировке с помощью кейса  радиочастот  в диапазоне 1200 МГц. Решение подобной задачи достигается особенностями конструкции кейс-шкатулки и плотным прилеганием подогнанных соединительных плоскостей в разъёме самого ложемента шкатулки.
Экранирующий кейс иногда изготавливается с ячейками для телефонов и используется для их хранения и одновременной блокировки всех радиосигналов у современных смартфонов.
В отличие от клетки Фарадея, экранирующий кейс блокирует не только сигналы, но и магнитное поле.